# 大鷲山
大鷲山（おおわしやま）は、富山県下新川郡朝日町にある山。標高は817m。
富山県登山連盟の富山の百山の一つ。

## 概要
境川と笹川の分水嶺の山。黒部川扇状地から 
は美しい三角形の山容に見える。北アルプスの最初のピークでもあり、滑川市や魚津市など新川平野の他、富山市街からもこの山が見える。

## 山名の由来
山名は笹川支流の大鷲谷から付けられたもので、書籍の「とやま山ガイド」の付けた名から広まった。1872年の古地図での名前は「尻太山」。

## 生態
標高は低いが、日本海の強風を直に受けるため、山頂近くは高山のような植生をしており、ブナ林などが発達している。

## 登山
林道烏帽子山線の途中に登山口があり、そこから小1時間で山頂に着く。